# 게릴라 콘서트
게릴라 콘서트는 2000년 9월 24일부터 2003년 1월 12일까지 문화방송에서 방영되었던 《일요일 일요일 밤에》의 코너다.

## 진행 방식
목표 인원 수와 도시를 지정해 해당하는 도시를 찾아가 1시간 동안 길거리 홍보를 하고 목표 인원수를 넘기는 지에 따라 공연 여부가 결정된다.

## 역대 출연자
| 방송 일시        | 출연자                   | 공연 장소                           | 목표 인원수          | 실제 인원수          | 성공 여부 | 비고 |
| ---------------- | ------------------------ | ----------------------------------- | -------------------- | -------------------- | --------- | --- |
| 2000년 9월 24일  | 조성모                   | 성남 분당중앙공원                   | 5000명               | 5278명               | 성공      | 게릴라 콘서트 최초 성공자 |
| 2000년 10월 8일  | 핑클                     | 일산 MBC 일산드림센터 예정지        | 5000명               | 6317명               | 성공      | |
| 2000년 10월 22일 | H.O.T.                   | 서울 보라매공원                     | 10000명              | 11021명              | 성공      | - 최초 10000명 도전 및 성공 - MC 스케줄 문제로 시간이 지연되어 밤 11시 10분에 공연이 시작되어 12시에 종료되었다. 공연진행의 미숙함, 관객수 카운팅 누락 등의 문제가 제기되었고 일밤측은 공식홈페이지에 사과문을 게재했다. |
| 2000년 11월 12일 | god                      | 부산 해운대해수욕장                 | 5000명               | 11406명              | 성공      | |
| 2000년 11월 19일 | 강현수                   | 안양 안양체육공원                   | 5000명               | 4362명               | 실패      | 2,000명 미만시 은퇴 |
| 2000년 11월 26일 | 유승준                   | 인천광역시청 앞 광장                | 5000명               | 8739명               | 성공      | |
| 2000년 12월 3일  | 엄정화                   | 광주 조선대학교                     | 5000명               | 7736명               | 성공      | |
| 2000년 12월 10일 | 세 친구 출연자들         | 수원 야외음악당                     | 5000명               | 5141명               | 성공      | |
| 2000년 12월 17일 | 컨츄리 꼬꼬              | 서울 대진고등학교                   | 5000명               | 7865명               | 성공      | |
| 2000년 12월 24일 | 핑클 · 유승준            | 서울 여의도공원                     | 10000명              | 10093명              | 성공      | |
| 2000년 12월 31일 | 박지윤                   | 부천 가톨릭대학교 성심교정 운동장   | 5000명               | 6925명               | 성공      | |
| 2001년 1월 14일  | S.E.S.                   | 대구 계명대학교 대명캠퍼스          | 5000명               | 11745명              | 성공      | - 2001년부터 더욱 엄격해진 제도 도입 후 최초 도전자. (당일 아침 장소 결정, 당일 아침부터 이동식 무대 설치, 홍보요원의 홍보시간을 24시간에서 당일 아침부터 10시간으로 대폭 축소, 시민단체의 인원 체크제 도입.) - 2001년부터 더욱 엄격해진 제도 도입 후 최초 1만 명 돌파. - 여자 가수 최초로 단독 도전으로 1만 명 돌파. - 여성 그룹 최초·유일 단독 도전으로 1만 명 돌파. - 방송 후 공식 홈페이지에 시청자 소감글 3000여 개가 게시. - TNS 조사 기준 전체 시청률 23.2% 기록. (당시 방영된 회차들 중 최고 시청률) - 순간 시청률 40.1% 기록. (역대 게릴라 콘서트 순간 시청률 1위, 2000년대 이후 역대 MBC 예능 순간 최고 시청률 2위 2000년대 이후 역대 MBC 예능 순간 최고 시청률 연예인 프로그램 중 유일 40% 돌파.) - 집계되지 않은 운동장 밖 인원까지 포함하면 17,000명, 20,000명 이상의 관객 동원. |
| 2001년 1월 21일  | 태진아                   | 부산 경남고등학교                   | 5000명               | 취소                 | 취소      | 폭설로 인해 공연 취소 |
| 2001년 2월 4일   | 듀크                     | 안양 대림대학교                     | 5000명               | 5024명               | 성공      | |
| 2001년 2월 18일  | 차태현                   | 울산 태화강 둔치                    | 5000명               | 10979명              | 성공      | |
| 2001년 2월 25일  | 이지훈 · 신혜성          | 전주 전북대학교                     | 5000명               | 8507명               | 성공      | |
| 2001년 3월 11일  | DJ DOC                   | 안산 화랑유원지 자동차극장          | 5000명               | 5078명               | 성공      | |
| 2001년 3월 18일  | 주영훈                   | 강릉 경포해수욕장                   | 5000명               | 4142명               | 실패      | |
| 2001년 3월 25일  | 서경석 · 김장훈 · 이윤석 | 인천 인하대학교 운동장              | 10000명              | 11522명              | 성공      | |
| 2001년 4월 1일   | 홍경민                   | 성남 가천대학교 글로벌캠퍼스 운동장 | 5000명               | 10302명              | 성공      | |
| 2001년 4월 8일   | 김현정                   | 울릉도 도동항                       | 2000명               | 2106명               | 성공      | 역대 최악의 지역인 울릉도 인구의 20%를 모음 |
| 2001년 4월 22일  | 샵                       | 청주대학교 종합운동장               | 5000명               | 12405명              | 성공      | 동시 도전 |
| 2001년 4월 22일  | 샤크라                   | 백석문화대학교 운동장               | 5000명               | 8066명               | 성공      | 동시 도전 |
| 2001년 5월 6일   | 싸이                     | 원주 상지대학교 운동장              | 5000명 (남성 2500명) | 8642명 (남성 2719명) | 성공      | |
| 2001년 5월 20일  | 이선희                   | 부천중앙공원                        | 5000명               | 9217명               | 성공      | |
| 2001년 6월 10일  | 베이비복스               | 포항 해맞이공원                     | 5000명               | 9364명               | 성공      | 공연장인 해맞이공원 주차장 외에 화단 및 계단 등 미집계 인원까지 합산시 15,000명 가량을 동원 |
| 2001년 6월 17일  | 박진영                   | 서울 여의도한강공원                 | 5000명               | 7939명               | 성공      | |
| 2001년 7월 29일  | 뉴 논스톱 출연자들       | 광주 전남대학교 운동장              | 5141명               | 7031명               | 성공      | |
| 2001년 8월 19일  | 태진아                   | 부산 부경대학교 대운동장            | 7000명               | 7562명               | 성공      | 재도전 |
| 2001년 9월 2일   | 룰라                     | 대전 엑스포과학공원 남문광장        | 5000명               | 6299명               | 성공      | |
| 2001년 9월 16일  | 강타                     | 안동 낙동강 둔치                    | 5000명               | 15874명              | 성공      | |
| 2001년 9월 23일  | 신화                     | 수원 경기대학교                     | 10000명              | 11569명              | 성공      | 계단 등 미집계 인원까지 합산시 15,000명 가량을 동원 |
| 2001년 10월 7일  | 쿨                       | 제주종합경기장                      | 5000명               | 8127명               | 성공      | |
| 2001년 10월 21일 | 윤도현밴드               | 전주대학교 대운동장                 | 5000명               | 7913명               | 성공      | |
| 2001년 11월 4일  | 클릭B                    | 춘천 강원대학교 대운동장            | 10000명              | 7552명               | 실패      | |
| 2001년 11월 11일 | 이현우                   | 청주 충북대학교                     | 5000명               | 7291명               | 성공      | |
| 2001년 11월 18일 | 엄정화                   | 제천 종합경기장 주차장              | 5000명               | 8217명               | 성공      | |
| 2001년 11월 25일 | 김민종                   | 대구 경북대학교 운동장              | 11000명              | 12103명              | 성공      | |
| 2001년 12월 16일 | 뮤지컬 가스펠 출연자들   | 익산 원광대학교 운동장              | 5000명               | 8311명               | 성공      | |
| 2001년 12월 23일 | GOD                      | 수원월드컵경기장                    | 16000명              | 18521명              | 성공      | 역대 최다 인원, 태극기 지참자만 집계 |
| 2001년 12월 30일 | 이정현                   | 포항 해맞이 광장                    | 2002명               | 2117명               | 성공      | |
| 2002년 1월 6일   | 최진영                   | 인천대학교 대운동장                 | 5000명               | 3517명               | 실패      | |
| 2002년 1월 13일  | 장나라                   | 전남 목포유달경기장                 | 5000명               | 17502명              | 성공      | |
| 2002년 1월 20일  | 양희은                   | 마산 실내체육관                     | 5000명               | 7182명               | 성공      | |
| 2002년 1월 27일  | 김장훈                   | 구미대교                            | 12000명              | 13748명              | 성공      | |
| 2002년 2월 3일   | 캔                       | 충주 체육관 공터                    | 5000명               | 5489명               | 성공      | |
| 2002년 2월 10일  | 설운도                   | 거제시 공설운동장                   | 5000명               | 9716명               | 성공      | |
| 2002년 2월 17일  | JTL                      | 원주 공설야구장                     | 10000명              | 12133명              | 성공      | |
| 2002년 2월 24일  | 김종서                   | 군산월명종합운동장 야구장           | 5000명               | 6547명               | 성공      | |
| 2002년 3월 3일   | 김정민                   | 천안종합운동장 보조경기장           | 5000명               | 7481명               | 성공      | |
| 2002년 3월 10일  | 이수영                   | 평택 종합운동장                     | 5000명               | 8364명               | 성공      | |
| 2002년 3월 17일  | 신승훈                   | 광주월드컵경기장 주차장             | 10000명              | 12837명              | 성공      | |
| 2002년 3월 24일  | S.E.S.                   | 대구대학교 경산캠퍼스 대운동장      | 5000명               | 8223명               | 성공      | - 여성 그룹 최초·유일 단독으로 2회 도전·성공. - 사상 최초로 홍보 장소를 제한하는 시도. (지하철 안과 역 구내에서만 1시간 홍보.) - 지하철 홍보 도중 임의로 정한 세 군데 역의 지상에서 각각 10분씩 총 30분간 지상 홍보를 할 수 있는 기회가 주어짐. - 도전 장소는 대구 지하철 종착역인 안심역에서 내린 후 30분 거리차가 있는 장소. - 지하철 티켓을 제시해야만 입장 가능하게 제한. (대구지하철공사가 당일 지하철 티켓을 회수하지 않고 지참할 수 있게 협조.) |
| 2002년 3월 31일  | 강수지                   | 춘천 강원대학교 대운동장            | 5000명               | 3714명               | 실패      | |
| 2002년 4월 7일   | 김현철 · 윤상            | 수원 아주대학교 대운동장            | 5000명               | 3178명               | 실패      | |
| 2002년 4월 14일  | 코요태                   | 전주비전대학교 대운동장             | 5000명               | 6271명               | 성공      | |
| 2002년 4월 21일  | 이영자                   | 군산대학교 대운동장                 | 5000명               | 7391명               | 성공      | |
| 2002년 4월 28일  | 컨츄리 꼬꼬              | 원주 상지대학교 대운동장            | 5000명               | 6397명               | 성공      | |
| 2002년 5월 5일   | 보아                     | 안산 화랑유원지 자동차극장          | 5000명               | 12638명              | 성공      | |
| 2002년 5월 12일  | 박경림                   | 청주 충북대학교                     | 5000명               | 14274명              | 성공      | |
| 2002년 5월 19일  | 포지션                   | 부천종합운동장                      | 5000명               | 6249명               | 성공      | |
| 2002년 6월 2일   | J                        | 일산 미관광장                       | 5000명               | 6173명               | 성공      | |
| 2002년 7월 14일  | 클론                     | 구미시민운동장                      | 5000명               | 13749명              | 성공      | |
| 2002년 7월 28일  | 김자옥 ·오승근           | 평택 효명고등학교                   | 5000명               | 11000명(추산)        | 성공      | |
| 2003년 1월 5일   | 비                       | 연성대학교 대운동장                 | 6000명               | 5387명               | 실패      | |
| 2003년 1월 12일  | 성시경                   | 안동 낙동강 둔치                    | 5000명               | 5107명               | 성공      | 마지막 방송 |

## 기타 사항
한편, 2001년 다이어트 파문으로 활동을 중단한 이영자가 해당 코너에 출연하여 방송 출연 재개를 타진했으나 무산된 바 있다.